# S.O.S. Titanic
S.O.S. Titanic ist ein britisch-US-amerikanischer Fernsehfilm des Regisseurs William Hale aus dem Jahr 1979. Der Film wurde mit britischen Geldern und vielen britischen Darstellern in den Shepperton Studios in London gedreht.
Der Film reiht sich ein in eine Vielzahl von Filmen zum Unglück, wie es sie seit 1912 gegeben hat. Er reichert die realen Ereignisse mit einigen fiktionalen Charakteren an. Die sieben Millionen Dollar teure Fernseh-Produktion war der erste Titanic-Film in Farbe.

## Inhalt
April 1912: Die Titanic, das größte Schiff der Welt, ist auf ihrer Jungfernfahrt von Southampton nach New York unterwegs. Während die Passagiere die Reise genießen, erhält die Titanic immer wieder Eiswarnungen von anderen Schiffen. Dennoch entschließt sich Kapitän Smith, Kurs und Geschwindigkeit der Titanic beizubehalten. Diese Entscheidung erweist sich als fatal: In der Nacht zum 15. April kollidiert der Luxusliner mit einem Eisberg und versinkt in den Fluten des Nordatlantik. Über 1500 Menschen verlieren dabei ihr Leben.
Um das Drama aller drei Klassen auf der Titanic zu veranschaulichen, werden im Verlauf des Films drei Handlungen parallel erzählt. In der 1. Klasse ist es der Multimillionär John Jacob Astor, der mit seiner jungen und schwangeren Frau nach New York City reist, in der 2. Klasse ist es der Lehrer Lawrence Beesley, der eine Romanze mit der Berufskollegin Leigh Goodwin beginnt, und in der 3. Klasse verliebt sich der irische Immigrant Martin Gallagher in eine unbekannte irische Schönheit.
Die erste Hälfte des Films beschäftigt sich vor allem mit den realen und fiktionalen Passagieren des Schiffes. In der zweiten Hälfte, nach dem Zusammenstoß mit dem Eisberg, sind auch die Besatzungsmitglieder öfter zu sehen. Gezeigt werden die Gespräche der Crew, das Funken des Notrufs, die Passagiere, die anfangs die Gefahr noch nicht erkennen, Passagiere aus der Dritten Klasse, die einen Weg aufs Deck suchen und auch ein Gitter zerstören, sowie das Fieren der Rettungsboote.
Die Rahmenhandlung findet auf dem Schiff Carpathia statt, das die Rettungsboote aufgenommen hat. Dort sieht man anfangs die Rettung auch den Reeders J. Bruce Ismay, der mit einer Art Erinnerung den Übergang zur eigentlichen Handlung einleitet. Am Ende gibt es einen Schnitt von den Rettungsbooten in der Unglücksnacht zu den Geretteten auf der Carpathia. Einige Charaktere reflektieren das Geschehene und spekulieren über mögliche Verbesserungen in der Sicherheit von Schiffen.

## Rezeption
Das Lexikon des internationalen Films schrieb: „In der Schilderung der Unglücksfahrt zurückhaltender Katastrophenfilm, der durch glaubhafte Figuren, gepflegte Dekos und eine professionell geführte (wenn auch etwas sterile) Kamera zu unterhalten vermag.“
Die Fernsehzeitschrift TV Movie urteilte: „Vielsichtig und detailverliebt.“

## Bezug zur realen Geschichte
Die Titanic ist in diesem Film weder realistisch noch im Maßstab und Aussehen rekonstruiert. Die Einrichtung der für die Innenaufnahmen verwendeten Kulissen entsprach großenteils den 1930er Jahren. Manche Außenaufnahmen lassen den Schluss zu, dass der Film teilweise auf der Queen Mary gedreht wurde (An einer Stelle ist klar die Steuerbordnock der Kommandobrücke zu erkennen, die bei der Queen Mary auf einen eigenen „Turm“ gestützt ist).
Diverse Einstellungen des sinkenden Schiffes ähneln zudem vergleichbaren Sequenzen aus dem britischen, in schwarz-weiß gedrehten Titanic-Film A Night to Remember aus dem Jahre 1958, welche für diesen TV-Film offensichtlich eincoloriert worden sind. Die Trickeffekte sind mit Blick auf das sinkende Schiff oder auch den Zusammenstoß mit dem Eisberg oder Fernaufnahmen vom Schiff nicht sehr beeindruckend. Die Frisur des Überlebenden Beesley erinnert eher an die Entstehungszeit des Films als an sein reales Aussehen oder überhaupt die Mode des Jahres 1912.
Die Darstellung des Spielfilms ist eine zurückhaltende und ernsthafte, die das Spektakuläre und Spekulative mancher früherer Filme meidet. Reale Personen werden in einigen Fällen behutsam mit fiktionalen Charakteren verbunden, vor allem bei der Beziehung zwischen dem Überlebenden Beesley und seiner fiktionalen Bekanntschaft. Der Film bedient weder Verschwörungstheorien noch erfindet er Verbrechen oder extreme Beziehungsdramen.
J. Bruce Ismay wird als fehlerhafter, aber nicht unbedingt unsympathischer Mann gezeigt und keineswegs als Bösewicht, als der er in anderen Filmen erscheint. Der kontrovers diskutierte Vorfall, bei dem Kapitän Smith dem Reeder die telegrafierte Eiswarnung des Schiffes Baltic zeigt, wird sehr unaufgeregt präsentiert. Smith erklärt Ismay, warum er keinen Grund zur Beunruhigung oder zur Änderung des Kurses sieht. Das dürfte Smiths Haltung in der Realität entsprochen haben. Andere Schiffe wie die Californian erscheinen nicht.
Vieles im Film Gezeigte ist durch Zeugenaussagen belegt; ansonsten nimmt sich der Film kleinere Freiheiten. So ist zwar Eis vom Eisberg auf das Schiffsdeck geraten, doch ist nicht bekannt, dass Passagiere mit Eis gespielt oder es für einen Drink verwendet hätten. Wie auch in anderen Filmen werden Eisberg und Schiff in der Unglücksnacht viel zu hell und erkennbar gezeigt; einige Aufnahmen von Wasserflächen wurden offensichtlich bei Mondschein gedreht, obwohl die Unglücksnacht mondlos und dunkel war.
Die Musiker der Titanic haben wahrscheinlich nicht auf dem Deck musiziert, um die Passagiere beruhigen, sondern in einem Raum. Jedenfalls hätten sie das Piano nicht mit auf das Deck nehmen können, da es fest installiert war. Rätselhaft muss bleiben, warum der filmische Kapitän Smith behauptet, es habe kein official launching (Stapellauf) der Titanic gegeben, denn dieser fand tatsächlich bei einem großen Festakt am 31. Mai 1911 statt.

## Auszeichnungen
- 1980 wurde der Film mit einer Emmy-Nominierung gewürdigt: Bester Schnitt

## Verschiedenes
- David Warner, der in diesem Film die historische Figur Lawrence Beesley verkörpert, spielte in James Camerons Titanic-Film den fiktiven Kammerdiener Spicer Lovejoy.
- Die spätere Oscar-Preisträgerin Helen Mirren spielt in S.O.S. Titanic eine Stewardess der 1. Klasse.
- Die Originalversion des Films hatte eine Länge von 140 Minuten und erzählt die Geschichte in Rückblenden.
- Für die internationalen Märkte wurde der Film auf 102 Minuten gekürzt. Diese Fassung schaffte es in Europa sogar ins Kino.
- Im Film gibt es unter anderem diesen Fehler: Für das Schiffsunglück wird als Datum der 12. April 1912 eingeblendet, die Titanic kollidierte aber am 14. April 1912 mit dem Eisberg.

## DVD-Veröffentlichung
Die Firma Schröder Media veröffentlichte S.O.S. Titanic am 10. Januar 2019 in Deutschland erstmals auf DVD.